# Валери Какачев
Валери Тодоров Какачев е български журналист, писател и драматург.

## Биография и творчество
Валери Какачев е роден в Плевен през 1954 г. Завършва българска филология в Софийския държавен университет. Работи в Плевен като журналист.
Автор е на сборника с разкази „Смъртта на зографа“, илюстриран от художника Греди Асса.
Валери Какачев е сценарист на телевизионните програми „Клуб НЛО“ (БНТ) и „Говорещи глави“ (TV7).
Първите му публикации са в списание „Родна реч“. Автор е на пиесата „Летен сезон“ (Телевизионен театър).
Автор е на много фейлетони, публикувани във вестниците „Стършел“, „Стандарт“, „Луд труд“, „24 часа“ и други. Превеждани са на руски и украински език.
Негови разкази са излъчвани по БНР, публикувани са във в. „Студентска трибуна“, „Пулс“, „Софийски университет“, „Отечествен фронт“ и др. 

## Награди и отличия
Носител на награда от първия конкурс за комедийна пиеса на Сатиричния театър (2014). Два пъти печели наградата „Алеко“ за нови сатирични творби в националния конкурс „Алеко“, най-стария литературен конкурс в България. Има награди за пиеси в конкурс на Младежкия театър, Сатиричния театър, и националния конкурс за нова българска драматургия „Иван Радоев“. Негови разкази са отличавани в Националния конкурс „Петър Ковачев“, в конкурс на в. „Отечествен фронт“.